# Thibaud Flament
Pour les articles homonymes, voir Flament.

a Compétitions nationales et continentales officielles uniquement.

b Matchs officiels uniquement.
Dernière mise à jour le 15 mars 2025.
Thibaud Flament, né le 29 avril 1997 à Paris, est un joueur international français de rugby à XV jouant aux postes de deuxième ou troisième ligne aile au Stade toulousain depuis la saison 2020-2021.
En club, il remporte la Coupe d'Europe en 2021 et 2024 avec le Stade toulousain. Il est également champion de France à quatre reprises en 2021, 2023, 2024 et 2025. Avec l'équipe de France, il remporte le Tournoi des Six Nations 2022 en réalisant le Grand Chelem.

## Biographie

### Jeunesse et formation
Né à Paris, Thibaud Flament a grandi à Bruxelles en Belgique, où il est arrivé à trois ans,. Il y suit son père, Éric Flament, qui, après avoir travaillé dans une entreprise d'informatique à Singapour, arrive à Bruxelles pour diriger un club de tennis. Éric est un ancien deuxième ligne du Stade français époque amateur, puis de Versailles, terminant sa carrière à Waterloo,. En Belgique, le père Flament est également le fondateur du Stade Ucclois en 2006, club de rugby à XV basé à Uccle, une commune située dans la partie méridionale de la Région de Bruxelles-Capitale,. 
C'est ainsi au sud de Bruxelles que Thibaud Flament commence le rugby, dès l'âge de huit ans, effectuant ses classes à l'ASUB Rugby Waterloo. Il y joue au poste de demi d'ouverture. Durant ces années en Belgique, il est sélectionné, en 2013, pour disputer un match opposant les moins de 16 ans de la LBFR à ceux de la VRB. L'année suivante, il participe à plusieurs matchs avec l'équipe de Belgique des moins de 18 ans, puis dispute en 2015 le Championnat d'Europe de rugby à XV des moins de 20 ans avec la Belgique.
Il quitte ensuite la Belgique pour faire ses études universitaires à Loughborough à dix-huit ans,. En Angleterre, il intègre l'équipe de l'université, la Loughborough Students RUFC (en), montant peu à peu en grade dans les équipes réserves, à la suite de son replacement en deuxième ligne, lié à sa grande taille,,.

### Début de carrière à l'étranger (2017-2020)

#### Club Newman en Argentine
C'est toutefois en Argentine que Thibaud Flament commence vraiment sa carrière de rugbyman. Présent dans le pays d'Amérique latine pour une année de stage à l'Ambassade de France, il intègre l'équipe du Club Newman grâce à l'aide de l'ancien pilier des Pumas, Marcos Ayerza, qui le rencontre et parle de lui à Newman, club dans lequel il avait évolué. Thibaud Flament commence à jouer avec l'équipe 5, avant de monter petit à petit en équipe une et d'y devenir titulaire, jouant ainsi en première division argentine durant la seconde partie de la saison 2017-2018. C'est durant cette saison qu'il progresse beaucoup et commence à révéler son potentiel, notamment grâce à son changement de poste, en deuxième ligne, plus adapté à ses capacités physiques,. Il joue huit matchs et marque un essai. Son équipe atteint la finale du championnat, le Nacional de Clubes. En finale, le Club Newman affronte le Hindú Club, quadruple champion d'argentine en titre. Thibaud Flament n'est pas titulaire mais entre en jeu. Cependant, son équipe est battue 25 à 0.

#### Loughborough Students RUFC puis révélation aux Wasps
De retour à l'Université de Loughborough l'année suivante, pour sa 4e et dernière année de licence, il commence à jouer dans l'équipe qui évolue en League one (troisième division), avant d'être repéré par les recruteurs des Wasps, dont il intègre le centre de formation dès 2019,. Il joue dans un premier temps avec l'équipe de rugby à sept des Wasps à l'occasion du Championnat d'Angleterre de rugby à sept 2019 (en), durant lequel il brille et marque deux essais. Il est finaliste de la compétition mais perd la finale contre les Saracens 19-35,. Puis, il profite des absences de l'Anglais Joe Launchbury et du Gallois Will Rowlands, partis en sélection d'abord à la Coupe du monde puis au Tournoi des Six Nations, pour se faire une place dans l'effectif. Il joue son premier match professionnel avec les Wasps le 21 septembre 2019, lors d'un match de Coupe d'Angleterre contre les Saracens. Il est titulaire en troisième ligne (n°6) et inscrit par la même occasion son premier essai avec sa nouvelle équipe. Cependant l'équipe adverse l'emporte sur le score de 28 à 50. Il joue ensuite deux autres rencontres dans la compétition avant de faire ses débuts en Premiership fin octobre 2019 lors de la première journée de championnat face aux London Irish. Il joue au total 16 matchs avec les Wasps dont la moitié en tant que titulaire et marque un seul essai durant cette saison 2019-2020. Son club atteint même la finale de Premiership, mais est battu par Exeter. Cependant, Flament n'est pas dans le groupe pour disputer les phases finales.
Étant éligible pour jouer avec le XV de la Rose dès la saison suivante, en 2021, Thibaud Flament est abordé par le Français Pierre-Henry Broncan, un des entraîneurs du club de Bath. Il souhaite en effet le faire venir en France afin que son talent n'échappe pas à l'équipe de France. Il en informe alors William Servat, un des entraîneurs du XV de France, avant de prévenir Ugo Mola, l'entraîneur du Stade toulousain, dont il a été l’adjoint. Ce dernier contacte alors Flament et le fait venir à Toulouse après la fin du championnat d'Angleterre de rugby à XV 2019-2020 en octobre, malgré les sollicitations d'autres clubs du Top 14, tels l'Aviron bayonnais ou le Racing 92,.

### Au plus haut niveau de retour en France (depuis 2020)

#### Champion d'Europe et de France en 2021
Thibaud Flament rejoint le Stade toulousain à partir de la saison 2020-2021 et y signe un contrat d'une durée de trois ans. Il est alors âgé de 23 ans,. Il fait ses débuts en Top 14 le 28 novembre 2020 contre Agen, à l'occasion de la dixième journée de championnat. Il réalise une prestation jugée prometteuse en tant que titulaire avec le numéro 4,,. Malgré une très forte concurrence à son poste à Toulouse, avec la présence de Iosefa Tekori, les jumeaux Richie et Rory Arnold ainsi qu'Emmanuel Meafou, il arrive tout de même à obtenir du temps de jeu et joue 12 matchs toutes compétitions confondues, marquant un essai. Il est l'une des révélations de la saison à son poste en Top 14. 
Il participe aux phases finales de la Coupe d'Europe et élimine le Munster, puis Clermont, l'Union Bordeaux Bègles en demi-finale et atteint la finale de la compétition. En finale, face au Stade rochelais, il n'est titulaire mais entre en jeu à la 69e à la place de Rory Arnold. Les Toulousains s'imposent 22 à 17 et remportent leur cinquième titre dans la compétition,. Thibaud Flament remporte quant à lui le premier titre de sa carrière, après deux finales perdues. De même en Top 14, il joue la demi-finale gagnée face à l'Union Bordeaux Bègles et la finale face au Stade rochelais, pour le seconde fois de la saison. En finale, il est remplaçant avant d'entrer en jeu à la 67e minute du match. Toulouse s'impose une fois de plus, sur le score de 18 à 8 et Thibaud Flament remporte son deuxième titre de la saison.

#### Débuts internationaux puis Grand Chelem avec les Bleus en 2022
La saison suivante, en 2021-2022, Thibaud Flament confirme les espoirs placés en lui la saison passée. Il est, dès le mois de novembre 2021, convoqué pour la première fois en équipe de France afin de participer à la tournée d'automne 2021 par Fabien Galthié, qui le décrit comme « un joueur à fort potentiel »,. Il connaît sa première cape avec les Bleus dès le premier match de la tournée, le 6 novembre 2021 face à l'Argentine. Il est titulaire en deuxième ligne aux côtés de Paul Willemse et réalise une très bonne performance, en étant le meilleur plaqueur français du match (onze plaquages) et marquant son premier essai international,. Ce bon match lui permet de jouer les deux autres matchs de la tournée. Il entre en jeu face à la Géorgie pour remplacer Cameron Woki (victoire 41-15), puis face aux All Blacks où il remplace Grégory Alldritt à la 60e minute de jeu et participe ainsi à la victoire historique des Français qui l'emportent 40 à 25.
Quelques mois après ses débuts internationaux, il est sélectionné, en janvier 2022 pour participer au Tournoi des Six Nations 2022. Devancé à son poste par Cameron Woki, repositionné en deuxième ligne, il est remplaçant et entre en jeu durant quatre des cinq matchs de la France. Il manque seulement la première journée du tournoi contre l'Italie. Les Français remportent tous les matchs de la compétition, réalisant ainsi le Grand Chelem, le dixième de son histoire, le premier depuis douze ans. Il s'agit du premier titre remporté en sélection nationale par Thibaud Flament.
En club Toulouse s'incline en demi-finale dans les deux compétitions contre le Leinster Rugby à Dublin puis contre le Castres olympique à Nice. Il est remplaçant pour les deux demi-finales et entre en jeu à chaque fois. À l'issue de cette saison, il prolonge son contrat avec le Stade toulousain de quatre ans, soit jusqu'en 2026.
Au mois de juillet 2022, il est appelé pour disputer la tournée d'été 2022 au Japon. Lors du premier match face au Japon, il est titulaire en deuxième ligne aux côtés de Thomas Jolmès (victoire 23-42). De même pour le second match de la tournée (victoire 15-20).

#### Champion de France puis première Coupe du monde en 2023
Pour la saison 2022-2023, Thibaud Flament change de dimension et devient l'un des titulaires du Stade toulousain où il s'est imposé. En novembre 2022, il est convoqué par Fabien Galthié pour la tournée d'automne 2022. Il profite des absences de Paul Willemse et Cameron Woki pour être titulaire face à l'Australie et l'Afrique du Sud. En janvier 2023, il est de nouveau convoqué en équipe de France pour participer au Tournoi des Six Nations 2023,. Profitant de l'absence sur blessure de Woki, il est titulaire lors du premier match du tournoi, contre l'Italie et inscrit le premier essai de la rencontre après avoir contré un dégagement au pied de Stephen Varney. Les Français s'imposent 24 à 29,. Lors de la quatrième journée, contre l'Angleterre, il est titulaire et inscrit un doublé, permettant à la France de remporter largement ce match sur le score de 10 à 53. Il réalise un excellent tournoi en étant excellent en défense, notamment face à l'Irlande, où il a réalisé 28 plaquages, s'approchant ainsi du record du nombre de plaquages en un match du Tournoi des Six Nations détenu par Guilhem Guirado (31 plaquages). Il devient l'un des joueurs indispensables du XV de France et remet en cause la place de titulaire indiscutable de Cameron Woki qui semblait pourtant intouchable après le Grand Chelem de 2022. À l'issue de ce tournoi, la France termine deuxième derrière l'Irlande qui réalise le Grand Chelem et Thibaud Flament est retenu dans l'équipe type de la compétition,.
De retour avec son club, il se qualifie jusqu'en demi-finale de la Champions Cup, avant d'être éliminé une fois de plus aux portes de la finale par le Leinster, une défaite 41 à 22,. Toutefois, en championnat, les Toulousains terminent à la première place de la saison régulière, se qualifiant donc en demi-finale où ils battent largement le Racing 92 sur le score de 41 à 14 et retrouvent donc le Stade rochelais en finale, comme en 2021,. En finale comme en demi-finale, il entre en jeu en seconde période. Dans un match très serré, Toulouse s'impose en fin de match et l'emporte 29 à 26,. Thibaud Flament remporte donc le Bouclier de Brennus pour la deuxième fois de sa carrière.
À la fin de cette saison, il est nommé pour l'Oscar d'Or aux Oscars du Midi olympique, récompensant le meilleur joueur français de la saison, qu'il ne remporte finalement pas, Grégory Alldritt, Thomas Ramos et Camille Lopez étant les trois récompensés.
Sélectionné fin juin 2023 dans une liste de 42 joueurs pour préparer la Coupe du monde 2023, il fait partie de la liste officielle des 33 joueurs qui joueront la compétition. Durant la compétition, il inscrit notamment un essai lors de l'écrasante victoire des Bleus face à la Namibie (96-0).   

#### Champion de France et d'Europe en 2024
Début janvier 2024, il se blesse au pied et doit observer quelques semaines d'absence, lui faisant manquer le début du Tournoi des Six Nations 2024. Il fait son retour dans le groupe des Bleus pour la quatrième journée du tournoi, face au pays de Galles,.
Le 25 mai 2024, il est titulaire avec le Stade toulousain en finale de la Champions Cup au Tottenham Hotspur Stadium de Londres face au Leinster. Il est associé à Emmanuel Meafou en deuxième ligne. Les Toulousains s'imposent 31 à 22 après les prolongations face aux irlandais et remportent ainsi le 6e titre de champions d'Europe du club. Un mois plus tard, il est de nouveau titulaire en finale du Top 14, organisée exceptionnellement au Stade Vélodrome de Marseille, contre l'Union Bordeaux Bègles. Il est cette fois associé à Richie Arnold après le forfait d'Emmanuel Meafou pour la phase finale du championnat. Les Toulousains l'emportent 59 à 3, plus large score de l'histoire en finale du championnat de France. À l'issue de cette saison, il est élu dans l'équipe type du Top 14.

#### Tournoi des Six Nations 2025
Lors du Tournoi des Six Nations 2025, Thibaud Flament obtient son deuxième sacre avec les Bleus à l'issue du Tournoi.

## Statistiques

### En club

#### En Argentine
| Année     | Équipe      | Compétition        | Matchs | Titularisations | Points | Essais |
| --------- | ----------- | ------------------ | ------ | --------------- | ------ | ------ |
| 2017-2018 | Club Newman | Nacional de Clubes | 5      | 2               | 5      | 1      |
| 2017-2018 | Club Newman | URBA Top 14 (es)   | 3      | 2               | 0      | 0      |
| Total     | Total       | Total              | 8      | 4               | 5      | 1      |

#### En Europe
| Saison                 | Club                            | Championnat | Championnat | Championnat | Coupe d'Europe                         | Coupe d'Europe                         | Coupe d'Europe                         |
| Saison                 | Club                            | Compétition | M           | Ess.        | Compétition                            | M                                      | Ess.                                   |
| ---------------------- | ------------------------------- | ----------- | ----------- | ----------- | -------------------------------------- | -------------------------------------- | -------------------------------------- |
| 2018-2019              | Loughborough Students RUFC (en) | League One  | ?           | ?           | Pas de qualification en Coupe d'Europe | Pas de qualification en Coupe d'Europe | Pas de qualification en Coupe d'Europe |
| 2019-2020              | Wasps                           | Premiership | 9           | -           | Challenge européen                     | 3                                      | -                                      |
| Total Wasps            | Total Wasps                     | Premiership | 9           | 0           | Coupes d'Europe                        | 3                                      | 0                                      |
| 2020-2021              | Stade toulousain                | Top 14      | 9           | 1           | Coupe d'Europe                         | 3                                      | -                                      |
| 2021-2022              | Stade toulousain                | Top 14      | 19          | 1           | Coupe d'Europe                         | 6                                      | -                                      |
| 2022-2023              | Stade toulousain                | Top 14      | 9           | 2           | Champions Cup                          | 6                                      | 2                                      |
| Total Stade toulousain | Total Stade toulousain          | Top 14      | 37          | 4           | Coupes d'Europe                        | 15                                     | 2                                      |
| Total                  | Total                           | Total       | 46          | 3           | Coupes d'Europe                        | 18                                     | 2                                      |

### Internationales
Au 15 mars 2025, Thibaud Flament compte 32 sélections dont 24 en tant que titulaire, pour six essais marqués, depuis sa première cape face à l'Argentine le 6 novembre 2021. Il a pris part à quatre éditions du Tournoi des Six Nations en 2022, 2023, 2024 et 2025. Il dispute également une édition de la Coupe du monde en 2023. 
| Année | Compétition    | Matchs | Points | Essais |
| ----- | -------------- | ------ | ------ | ------ |
| 2021  | Test matchs    | 3      | 5      | 1      |
| 2022  | Six Nations    | 4      | 0      | 0      |
| 2022  | Test matchs    | 4      | 0      | 0      |
| 2023  | Six Nations    | 5      | 15     | 3      |
| 2023  | Test matchs    | 3      | -      | -      |
| 2023  | Coupe du monde | 5      | 5      | 1      |
| 2024  | Six Nations    | 2      | -      | -      |
| 2024  | Test matchs    | 3      | 5      | 1      |
| 2025  | Six Nations    | 3      | -      | -      |
| Total | Total          | 32     | 30     | 6      |

| Adversaire       | Matchs joués | Victoires | Défaites | Nuls | Essais | Points | % de victoire |
| ---------------- | ------------ | --------- | -------- | ---- | ------ | ------ | ------------- |
| Afrique du Sud   | 2            | 1         | 1        | 0    | 0      | 0      | 50            |
| Angleterre       | 3            | 3         | 0        | 0    | 2      | 10     | 100           |
| Argentine        | 2            | 2         | 0        | 0    | 2      | 10     | 100           |
| Australie        | 2            | 2         | 0        | 0    | 0      | 0      | 100           |
| Écosse           | 4            | 4         | 0        | 0    | 0      | 0      | 100           |
| Fidji            | 1            | 1         | 0        | 0    | 0      | 0      | 100           |
| Pays de Galles   | 3            | 3         | 0        | 0    | 0      | 0      | 100           |
| Géorgie          | 1            | 1         | 0        | 0    | 0      | 0      | 100           |
| Irlande          | 3            | 2         | 1        | 0    | 0      | 0      | 66.67         |
| Italie           | 3            | 3         | 0        | 0    | 1      | 5      | 100           |
| Japon            | 3            | 3         | 0        | 0    | 0      | 0      | 100           |
| Namibie          | 1            | 1         | 0        | 0    | 1      | 5      | 100           |
| Nouvelle-Zélande | 3            | 3         | 0        | 0    | 0      | 0      | 100           |
| Uruguay          | 1            | 1         | 0        | 0    | 0      | 0      | 100           |
| Total            | 32           | 30        | 2        | 0    | 6      | 30     | 93.75         |

| Numéro | Date              | Lieu                         | Adversaire | Compétition         | Résultat | Score |
| ------ | ----------------- | ---------------------------- | ---------- | ------------------- | -------- | ----- |
| 1      | 6 novembre 2021   | Stade de France, Saint-Denis | Argentine  | Test match          | Victoire | 29-20 |
| 2      | 5 février 2023    | Stadio Olimpico, Rome        | Italie     | Six Nations 2023    | Victoire | 24-29 |
| 3      | 11 mars 2023      | Twickenham, Londres          | Angleterre | Six Nations 2023    | Victoire | 10-53 |
| 4      | 11 mars 2023      | Twickenham, Londres          | Angleterre | Six Nations 2023    | Victoire | 10-53 |
| 5      | 21 septembre 2023 | Stade Vélodrome, Marseille   | Namibie    | Coupe du monde 2023 | Victoire | 96-0  |
| 6      | 22 novembre 2024  | Stade de France, Saint-Denis | Argentine  | Test match          | Victoire | 37-23 |

## Palmarès

### En club
- Club Newman
  - Finaliste du Nacional de Clubes en 2018

- Wasps
  - Finaliste du Championnat d'Angleterre de rugby à sept en 2019
  - Finaliste du Championnat d'Angleterre en 2020

- Stade toulousain
  - Vainqueur du Championnat de France en 2021, 2023, 2024 et 2025
  - Vainqueur de la Coupe d'Europe en 2021 et 2024

### En sélection nationale
- France
  - Vainqueur du Tournoi des Six Nations en 2022 (Grand Chelem) et 2025

#### Tournoi des Six Nations
| Édition          | Rang | Résultats France | Résultats Flament | Matchs Flament |
| ---------------- | ---- | ---------------- | ----------------- | -------------- |
| Six Nations 2022 | 1    | 5 v, 0 n, 0 d    | 4 v, 0 n, 0 d     | 4/5            |
| Six Nations 2023 | 2    | 4 v, 0 n, 1 d    | 4 v, 0 n, 1 d     | 5/5            |
| Six Nations 2024 | 2    | 3 v, 1 n, 1 d    | 2 v, 0 n, 0 d     | 2/5            |
| Six Nations 2025 | 1    | 4 v, 0 n, 1 d    | 3 v, 0 n, 0 d     | 3/5            |

Légende : v = victoire ; n = match nul ; d = défaite ; la ligne est en gras quand il y a Grand Chelem.

#### Coupe du monde
| Édition     | Rang            | Résultats France | Résultats Flament | Matchs Flament |
| ----------- | --------------- | ---------------- | ----------------- | -------------- |
| France 2023 | Quart de finale | 4 v, 0 n, 1 d    | 4 v, 0 n, 1 d     | 5/5            |

### Distinctions personnelles
- Membre de l'équipe type du Tournoi des Six Nations en 2023
- Membre de l'équipe type du Championnat de France en 2024